# Попов Руслан Юрійович
Руслан Юрійович Попов (серпень 1977 — 7 травня 2022) — полковник Головного управління розвідки Міністерства оборони України, учасник російсько-української війни, Герой України (2022, посмертно).

## Життєпис
Народився в серпні 1977 року в місті Очакові Миколаївської області. Закінчив військове училище у Києві та став розвідником спецпризначення. Служив у місії ООН у Ліберії, в Західній Африці. Мав пенсію за вислугу років, однак став на захист України у 2014 році.
24 лютого 2022 року був у Маріуполі. Він вийшов з оточення у березні, але повертався до міста з евакуаційними рейсами, щоб вивозити поранених з «Азовсталі».
7 травня 2022 року загинув під час спецоперації на півдні України, при спробі звільнення острова  Зміїний, прикриваючи відступ групи. Його тіло росіяни віддали 14 липня, як неідентифіковане. Це сталось в рамках обміну 30-ма тілами. 15 липня Руслана Попова упізнали за особливими прикметами.
21 липня 2022 року похований у місті Бровари Київської області.

## Нагороди
- звання «Герой України» з удостоєнням ордена «Золота Зірка» (18 липня 2022, посмертно)[2];
- Медаль «Захиснику Вітчизни»;
- Відзнака Президента України «За участь в антитерористичній операції»;
- Пам'ятний знак «За воїнську доблесть»
- «За мужність при виконанні спецзавдань»;
- «За відданість воєнній розвідці»;
- медаль ООН.

## Вшанування пам'яті
30 травня 2024 року, в Броварах вулицю Княжицьку перейменували на честь Руслана Попова, на прохання родичів, мешканців цієї та сусідніх вулиць.
Ім'я Руслана Попова внесено в Книгу пам'яті Головного управління розвідки України, а також викарбоване на Мемориалі пам'яті полеглих розвідників, який розташований на Рибальському півострові у м.Київ